# Toyota SA
Der Toyota SA/Toyopet SA war Toyotas erste neue Pkw-Konstruktion nach dem Zweiten Weltkrieg und löste den AE ab. Der SA war der erste Vertreter einer ganzen Familie von Fahrzeugen, deren letztes Mitglied durch den Crown abgelöst wurde. Auch eine Serie von Lieferwagen basierte auf den Fahrgestellen und technischen Komponenten dieser Personenwagen.
All diese Fahrzeuge wurden unter der Marke Toyopet verkauft.

## Baureihen

### SA
Der 1947 vorgestellte Toyota SA war der erste komplett neukonstruierte Wagen von Toyota nach dem Krieg. Von den bis dahin gefertigten Toyotas unterschied er sich durch seinen Vierzylinder-Reihenmotor (vorher gab es Sechszylindermotoren), Einzelradaufhängung rundum (im Gegensatz zu den bisher verwendeten Starrachsen) und seine kleinere Karosserie in Stromlinienform. Das Projekt wurde von Kiichiro Toyoda betrieben, immer nach der Devise seines Vaters Sakichi Toyoda „Immer der Zeit voraus“, aber die meiste Konstruktionsarbeit wurde von Dr. Kazuo Kumabe erledigt.
Er wurde nur als rechtsgelenkte Limousine mit 2 Türen gebaut, sodass der Wagen als Taxi unbrauchbar war. Die Türen waren hinten angeschlagen. Die Windschutzscheibe war flach und ungeteilt und es gab einen einzelnen Scheibenwischer, der auf der Fahrerseite oben angebracht war. Es gab nur eine  Ausführung.
Die Toyota-Ingenieure (einschl. Dr. Kumabe) hatten vor dem Krieg Deutschland besucht und den 16-Zylinder-Auto-Union-Rennwagen (Einzelradaufhängung) und die Konstruktionen von Porsche und Volkswagen (Einzelradaufhängung, stromlinienförmige Karosserien, Zentralrohrrahmen, luftgekühlte Heckmotoren, geringe Herstellungskosten) studiert. Viele japanische Unternehmen hatten während des Krieges Kontakte nach Deutschland, taten sich nach dem Krieg aber mit britischen und amerikanischen Partnern zusammen und nutzten so die in Großbritannien oder den USA üblichen Technologien. Toyota allerdings kooperierte nicht mit ausländischen Herstellern und konnte daher problemlos die deutschen Konstruktionen nutzen. Viele Details des Käfer-Prototyps fanden sich daher auch im Toyota SA, außer dem luftgekühlten Heckmotor. Später wandte Toyota die wirtschaftlichen Prinzipien des VW Käfer bei der Konstruktion der Modelle Publica und Corolla an.

#### Daten und Produktionszahlen
Obwohl bis 1949 keine Erlaubnis bestand, in Japan unbegrenzt Pkw zu bauen, gab es doch Zulassungen für einzelne Modelle und der Toyota SA war eines davon Mit der Konstruktion begann man 1945, als die Besatzer wissen ließen, dass die Fertigung von Automobilen für die Allgemeinheit bald beginnen würde. Das resultierende Modell wurde im Januar 1947 eingeführt, wobei ein Prototyp, der schon seit einem Jahr in Entwicklung war, zur gleichen Zeit vorgestellt wurde.
Das Modell wurde von Oktober 1947 bis Mai 1952 hergestellt (obwohl bereits 1949 der Nachfolger SD vorgestellt wurde); es entstanden aber nur 215 Exemplare. Das erste von Toyota nach dem Krieg gebaute Modell war ein AC, der erstmals 1943–1944 hergestellt wurde. 50 Stück davon wurden 1947 für die Regierung und das Militär hergestellt, sowie 3 weitere im Folgejahr. Da Toyota im Jahre 1947 nur insgesamt 54 Autos baute, bleiben für das Modell SA nur 4 Stück – den Prototyp nicht mitgerechnet.
1948 wurden 18 Stück SA gebaut und 1949–1952 weitere 193. Genauere Aufteilungen sind für diese Jahre nicht erhältlich.

#### Technische Details
Bei diesem Modell wurde der wassergekühlte Reihenvierzylindermotor, Typ S, eingeführt, der vorne längs eingebaut war und die Hinterräder antrieb. Vorne gab es zwei kleine Kühlergrills. Das Getriebe hatte drei Gänge und leitete die Kraft über eine Kardanwelle an die Hinterachse weiter (frühere Toyotas hatten eine Antriebswelle ohne Kardangelenke). Die Hinterachsübersetzung betrug 7,17 : 1.
Der SA hat einen Zentralrohrrahmen und Einzelradaufhängung rundum. Doppelquerlenker und Schraubenfedern trugen die Vorderräder und die Pendelachse hinten hatte eine halbelliptische Querblattfeder.

### SB
Der Toyota SB war ein ab 1947 hergestellter Lieferwagen mit dem Antrieb des SA, aber einem Leiterrahmen und Starrachsen hinten und vorne, beide an halbelliptischen Längsblattfedern aufgehängt. Der SB war bei der japanischen Bevölkerung ebenso beliebt wie bei den amerikanischen Besatzungstruppen, die das Modell in großer Zahl bestellten.
Es gab auch eine kleine Zahl von Polizeifahrzeugen, die offene Aufbauten mit Stoffdach, vier Stofftüren und eine umklappbare Windschutzscheibe hatten. Sie wurden für die japanische Polizei hergestellt, waren aber nicht sonderlich beliebt.
Der SB hatte den gleichen Motor und das gleiche Getriebe wie der SA. Der Rahmen war ein üblicher Leiterrahmen und die beiden Starrachsen waren an Längsblattfedern aufgehängt.

### SC
Den SB gab es nur mit Nutzfahrzeugaufbauten, aber viele Händler und Eigentümer ließen auch Pkw-Karosserien aufbauen. Toyota beauftragte die Kanto Denki-Fabrik, einen viersitzigen, viertürigen Limousinen- und einen Kombiaufbau für den SB herzustellen. Dieser Wagen wurde als Toyota SC verkauft. Doch die Fertigung des SA lief weiter und der SC erreichte nicht die Serienfertigung. Später wurde aus einer überarbeiteten Version des SC der SD.
Es wurden nur drei Prototypen gefertigt. Eine Serienproduktion fand nicht statt.
Die gleichen Daten wie beim SB.

### SD
Der Toyota SD war ein fünfsitziger Pkw, auf dem Fahrgestell und mit dem Fahrwerk des SB.
Der SD wurde von November 1949 bis 1951 hergestellt.

### SF
Der Toyota SF war ein überarbeiteter SD, mit den gleichen technischen Daten.
Der SF wurde von Oktober 1951 bis 1953 hergestellt.

### SG
Der Toyota SG war ein überarbeiteter SB, für den Komponenten des SF verwendet wurden. Der SG hat daher die gleichen technischen Daten wie der SF.
Der SG wurde von März 1952 bis 1954 hergestellt.

### RH

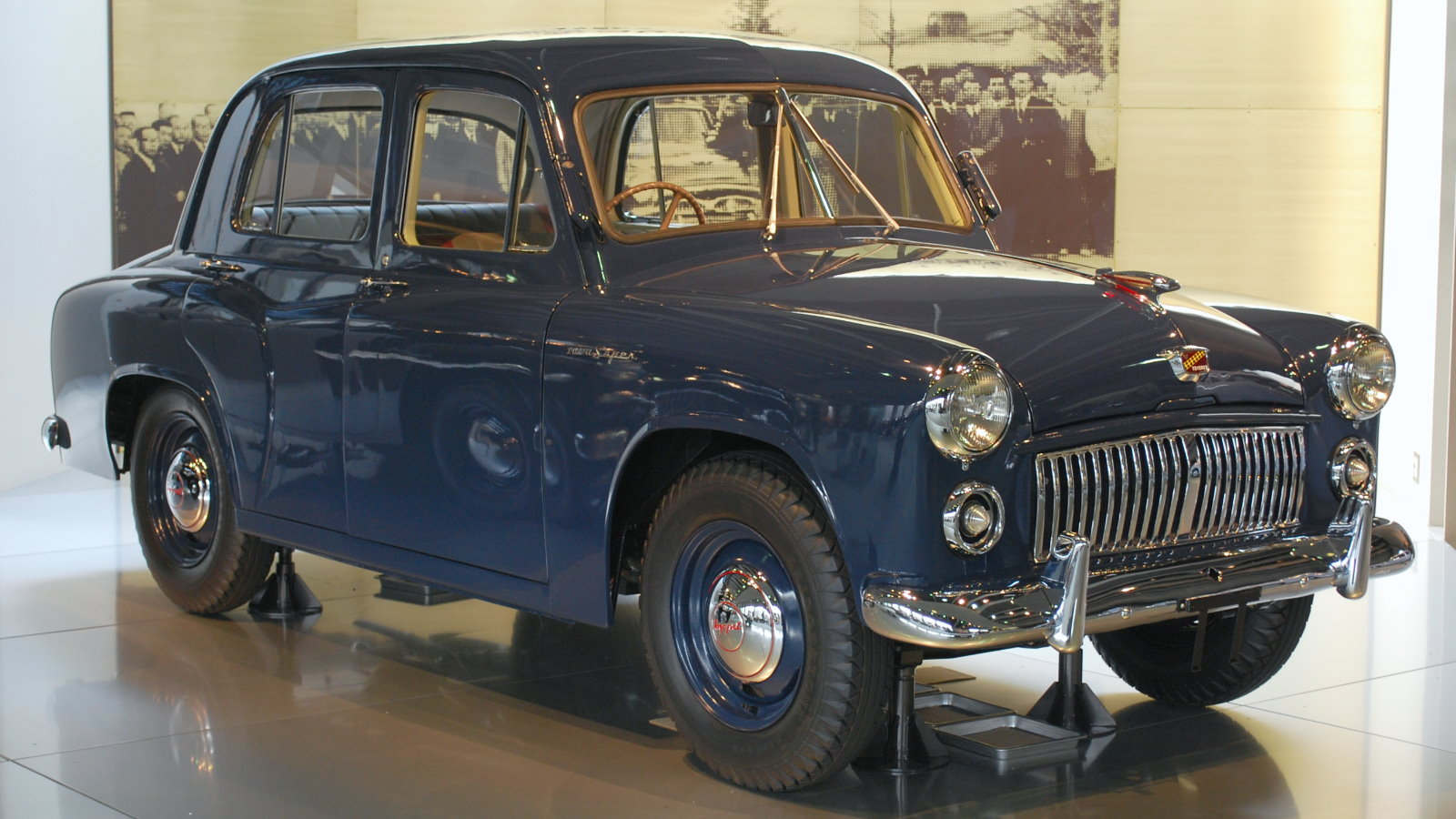
Toyopet RHN (1953)

Der Toyota RH war ein weiterer überarbeiteter SF, allerdings mit dem neuen Toyota-R-Motor. Die Karosserie des Modells RHN stellte die New Mitsubishi Heavy Industrial Manufacturing Co. her und die des Modells RHK die Kanto Auto Works.
Nach dem Schema des RH wurde auch der Polizeiwagen BH26 und der Krankenwagen BH28 gefertigt. Beide hatten den Reihensechszylindermotor Toyota-B und eine längere Front. Nachfolger des RH waren der ähnliche RR Master von 1955 und der viel modernere RS Crown, ebenfalls von 1955.
Der RH wurde auch Toyota Super genannt.
Der RH wurde von September 1953 bis 1955 hergestellt.
Die gleichen Daten wie beim SF, mit Ausnahme des neuen Toyota-R-Motors.

### FHJ
Der Toyota FHJ war ein Feuerwehrwagen auf Basis des RH mit dem größeren Toyota-F-Motor. Dieser Wagen wurde gleichzeitig mit dem Modell FAJ (basierend auf dem Lkw-Modell FA) dem Modell FCJ (basierend auf dem Leicht-Lkw FC) und dem Modell FJJ (basierend auf dem Jeep BJ) hergestellt.
Der FHJ hatte die gleichen technischen Daten wie der RH, mit Ausnahme des größeren Toyota-F-Motors. Der vordere Teil der Karosserie basierte auf dem Lieferwagen SG und es gab hinten keine Türen. Der hintere Teil des Wagens war für Feuerlöschzwecke erheblich abgeändert. Obwohl der FHJ wie ein kleiner Lkw aussah, hatte er noch die einfachen Hinterreifen des RH.

### FH24
Der Toyota FH24 war ein Feuerwehrwagen auf Basis des RH, aber mit dem viel größeren Toyota-F-Motor. Er sah dem älteren Feuerwehrwagen FHJ sehr ähnlich.
Der FH24 hatte die gleichen technischen Daten wie der RH, mit Ausnahme des größeren Toyota-F-Motors. Der vordere Teil der Karosserie basierte auf dem Lieferwagen SG und es gab hinten keine Türen. Der hintere Teil des Wagens war für Feuerlöschzwecke erheblich abgeändert. Obwohl der FHJ wie ein kleiner Lkw aussah, hatte er noch die einfachen Hinterräder des RH.

### RR

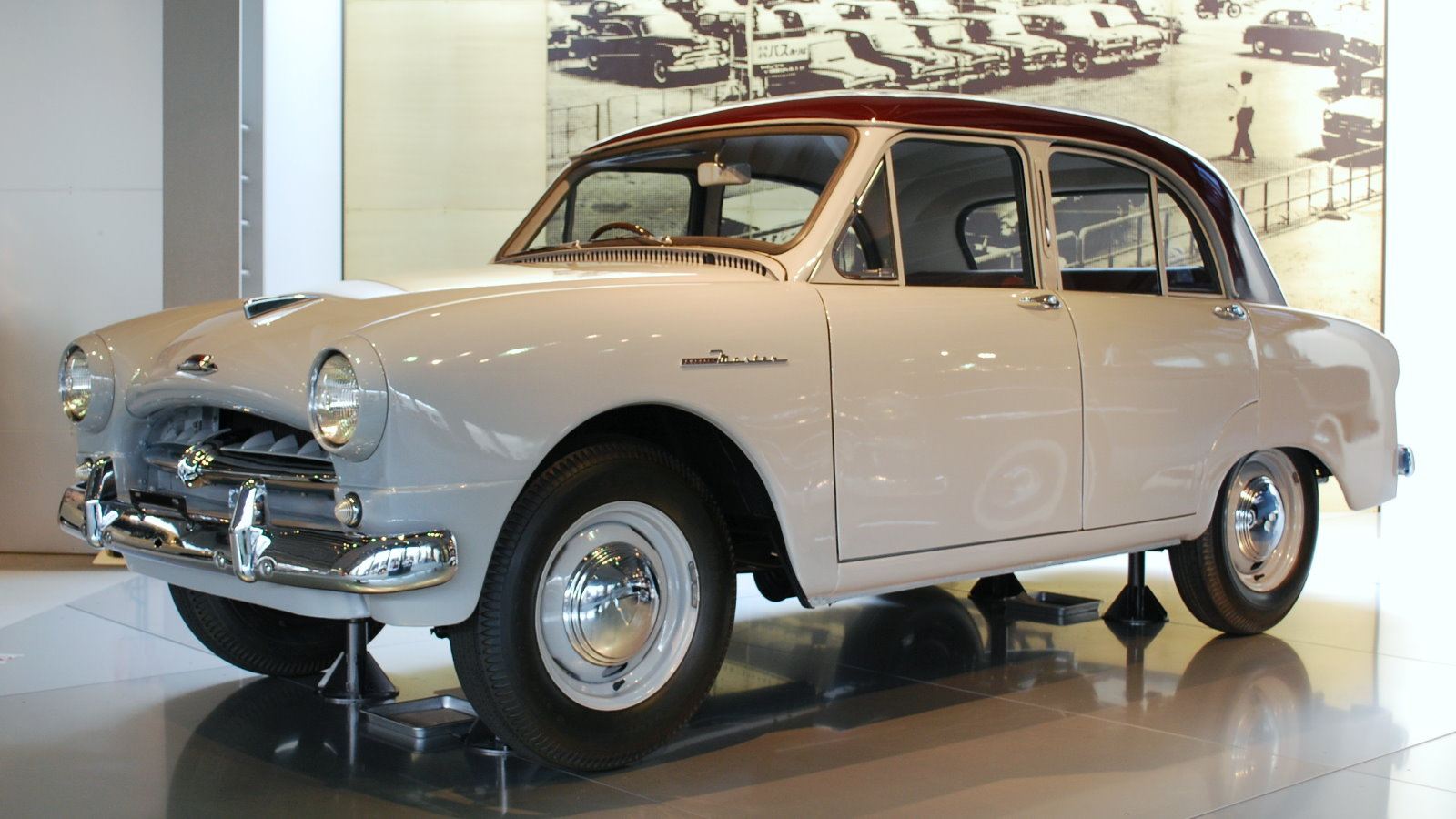
Toyopet RR Master (1955)

Der Toyota RR Master war eine weitere Überarbeitung der Modelle SF und RH mit einer moderneren Karosserie. Die technischen Daten glichen dem RH.
Der Crown RS sollte den Super 1955 ersetzen, aber Toyota war sich nicht sicher, ob seine Einzelradaufhängung vorne mit Schraubenfedern und seine hinten angeschlagenen hinteren Türen für den wichtigen Taximarkt nicht zu radikale Änderungen gewesen wären. So benannte man den Super in Master um und verkaufte ihn zusammen mit dem Crown. Als sich die Verkaufszahlen des Crown als stabil erwiesen, stellte man im November 1956 das Modell RR Master ein. Die Montagestraße für den RR Master wurde ab diesem Zeitpunkt für den Crown genutzt.
Die Master-Modellpalette umfasste auch den Pickup Masterline RR16, den Kombi Masterline RR17 und die Doppelkabine Masterline RR19. Diese Modelle ersetzten den SG.
Die Karosseriebleche des Master wurden später in gekürzter Form für den neuen Corona ST10 verwendet, eine sehr ökonomische und schnelle Konstruktionsmethode. Eine spätere Variante des Crown nannte man Masterline, um ihn von den anderen Varianten des Crown zu unterscheiden.
Der RR Master wurde von Januar 1955 bis November 1956 gebaut.